# 묵다완 산티폰
묵다완 산티폰(라오어: ມຸກດາວັນ ສັນຕິພອນ, 1997년 6월 6일 ~ )은 라오스의 가수이다.
사반나케트 주에서 농부의 딸로 태어났으며 500,000킵을 벌고 있던 아버지로부터 노래를 배웠다. 5세 시절에 노래 경연 대회에 참여했고 2004년에 가수로 데뷔했다.

## 수상
2014년 - Lao music award 2014

## 기타 출처
- https://www.facebook.com/moukdavanyh
- https://www.facebook.com/MoukdavanyhSantiphone
- https://www.youtube.com/channel/UCG3GOXXKat-yVwRY7GqQoZA